# اسکات (لوئیزیانا)
اسکات (به انگلیسی: Scott) شهری در ایالت لوئیزیانا کشور ایالات متحده آمریکا است که جمعیت آن در سرشماری سال ۲۰۱۰ میلادی، ۸٬۶۱۴ نفر بوده‌است.